# Letalec (film)
Letalec (izvirni angleški naslov The Aviator) je biografski dramski film, ki je bil premierno predvajan leta 2004. Film je režiral Martin Scorsese. Govori o življenju ameriškega letalca, industrialca, filmarja in filantropa Howarda Hughesa, ki ga je v filmu upodobil Leonardo DiCaprio.
Film je bil nominiran za 11 oskarjev, od katerih jih je osvojil 5, prejel pa je tudi nagrado bafta za najboljši film in več drugih.